# National Museums of Kenya
National Museums of Kenya (forkortet: NMK) er et statsligt organ som opretholder museer og monumenter i Kenya. Det er også en praksis videnskabelig forskning. Dets hovedkvarter og Nationalmuseet (Nairobi museum) er placeret nær Uhuru Highway mellem Central Business District og Westlands i Nairobi. Da NMK blev grundlagt af East Africa Natural History Society (EANHS) i 1910 var selskabets vigtigste mål at foretage en løbende kritisk videnskabelig gennemgang af de fysiske egenskaber af det østafrikanske levested. Museet huser samlinger og udstillinger. NMK har ansvaret for omkring 20 regionale museer, mange steder, og monumenter i hele landet.